# Фрумушика (Кагульский район)
Фрумушика (рум. Frumușica) — село в Кагульском районе Молдавии. Наряду с селом Большая Кеселия входит в состав коммуны Большая Кёселия.

## География
Село расположено на высоте 152 метров над уровнем моря.

## Население
По данным переписи населения 2004 года, в селе Фрумушика проживает 859 человек (411 мужчина, 448 женщин).
Этнический состав села:
| Национальность | Число жителей | Процентный состав |
| -------------- | ------------- | ----------------- |
| молдаване      | 826           | 96.16             |
| гагаузы        | 24            | 2.79              |
| русские        | 7             | 0.81              |
| болгары        | 1             | 0.12              |
| прочие         | 1             | 0.12              |
| Всего          | 859           | 100%              |